# Stan Musial
Stanley Frank Musial, zvaný Stan the Man (21. listopadu 1920 Donora Donora, Pensylvánie – 19. ledna 2013 Ladue, Missouri) byl americký baseballový polař.
Narodil se jako Stanisław Franciszek Musiał v rodině polských a rusínských přistěhovalců. Absolvoval Ringgold High School, kde hrál za školní baseballový tým, a v roce 1938 uzavřel smlouvu s klubem Major League Baseball St. Louis Cardinals. Hrál za něj v letech 1941 až 1963 (s výjimkou doby, kdy sloužil na konci druhé světové války u vojenského námořnictva). Třikrát vyhrál Světovou sérii (1942, 1944 a 1946), třikrát byl vyhlášen nejužitečnějším hráčem National League (1943, 1946 a 1948), sedmkrát byl nejlepším pálkařem ligy (1943, 1946, 1948, 1950, 1951, 1952 a 1957) a čtyřiadvacetkrát byl nominován k Major League Baseball All-Star Game, což kromě něj dokázali jen Willie Mays a Hank Aaron. Se 3630 úspěšnými odpaly v kariéře je na čtvrtém místě historické tabulky MLB.
Po ukončení aktivní kariéry působil jako generální manažer Cardinals a poradce prezidenta Lyndona B. Johnsona pro otázky tělovýchovy, provozoval restauraci a vydal také desku svých nahrávek na harmoniku. V roce 1969 byl zařazen do National Baseball Hall of Fame, v roce 1999 do týmu století MLB a v roce 2011 mu byla udělena Prezidentská medaile svobody. Před Busch Stadium v St. Louis stojí jeho socha, byl po něm pojmenován také most přes řeku Monongahela nedaleko jeho rodné Donory.